# Stefan Korte (Jurist)
Stefan Korte (* 1975 in Walsrode) ist ein deutscher Jurist und Professor für Öffentliches Recht, insbesondere Wirtschafts- und Klimaschutzrecht an der Deutschen Universität für Verwaltungswissenschaften Speyer.

## Werdegang
Korte wurde in Walsrode (Niedersachsen) geboren. Nach seinem Abitur am Gymnasium Walsrode 1994 absolvierte er seinen Wehrdienst beim Panzergrenadierbataillon 32 Nienburg/Weser und bekleidet den Dienstgrad eines Oberleutnants der Reserve. Er studierte von 1996 bis 2001 Rechtswissenschaften (Abschluss: erste juristische Staatsprüfung) sowie zugleich von 1997 bis 1999 Volkswirtschaftslehre an der Georg-August-Universität Göttingen (Abschluss: Vordiplom). Von 1998 bis 2001 war er zudem Stipendiat der Konrad-Adenauer-Stiftung e. V. Von 2005 bis 2008 studierte er Betriebswirtschaftslehre an der Universität Hamburg (Abschluss: Diplom).
Nach dem Studium der Rechtswissenschaften war er zunächst als wissenschaftlicher Mitarbeiter an der Universität Hamburg bei R. Stober tätig, wo er 2004 mit einer Arbeit zum staatlichen Glücksspielwesen promoviert wurde. Das sodann begonnene Referendariat am OLG Braunschweig schloss Korte 2006 mit der zweiten juristischen Staatsprüfung ab. Nach Abschluss der Promotion wechselte Korte als wissenschaftliche Hilfskraft/wissenschaftlicher Assistent an den Lehrstuhl von Christian Calliess, zunächst an der Georg-August-Universität Göttingen und nach dessen Wechsel an der Freien Universität Berlin. Von 2006 bis 2008 war er zudem Lehrbeauftragter für Europarecht an der Universität Kassel und von 2007 bis 2008 Lehrbeauftragter für Europäisches Umweltrecht an der Bundesakademie für öffentliche Verwaltung. 2013 habilitierte Korte sich an der Freien Universität Berlin zum Thema „Standortfaktor Öffentliches Recht – Integration und Konkurrenz in föderalen Ordnungen“. Nach Lehrstuhlvertretungen in Bochum, Hannover, Frankfurt (Oder) und Mannheim erhielt er 2015 Rufe sowohl an die Fernuniversität Hagen (Professur für Verwaltungsrecht, insbesondere Wirtschaftsverwaltungsrecht) als auch an die TU Chemnitz, wo er 2015 zum Professor (W3) ernannt wurde. Dort löst er Ludwig Gramlich ab. Zum SS 2023 wechselte Korte an die Deutsche Universität für Verwaltungswissenschaften Speyer.
Korte ist mit der Juristin Maya Maresa Korte verheiratet und hat vier Kinder.

## Publikationen
- Das staatliche Glücksspielwesen. Dissertation. Universität Hamburg 2004. Heymann, Köln 2004, ISBN 978-3-452-25795-6.
- Standortfaktor öffentliches Recht. Integration und Wettbewerb in föderalen Ordnungen am Beispiel der Gesetzgebung. Mohr Siebeck, Tübingen 2016, ISBN 978-3-16-153494-2.
- mit Christian Calliess: Dienstleistungsrecht in der EU. Beck, München 2011, ISBN 978-3-406-59550-9.